# تيريزا فرنانديث دي ترافا
تيريزا فرنانديث دي ترافا (توفيت. 6 فبراير 1180) كانت ملكة ليون القرينة بزواجها من فرناندو الثاني بحيث كانت زوجته الثانية.

## العائلة
هي الابنة غير الشرعية لـ فرناندو بيريز دي ترافا، لورد تراستامارا وتيريزا كونتيسة البرتغال، تزوجت أولا من نونو بيريث دي لارا في 1152، واستطاعت انجاب ثلاثة أبناء وثلاثة بنات لهُ، وعند وفاته في 1177 دخلت إلى بلاط مملكة ليون وبعد عام استطاعت الزواج من الملك فرناندو الثاني وانجبت لهُ طفلين توفوا صغاراً، فمع ولادتها الثانية توفيت في 6 فبراير 1180، وتزوج زوجها بعد سبعة سنوات من أوراكا لوبيز دي هارو.